# لارا ساخن
لارا ساخن (به انگلیسی: Lara Sajen) با نام کامل لارا ساخن فلیتس (به انگلیسی: Lara Sajén Fleitas) (زاده ۲۲ سپتامبر ۱۹۷۷) خواننده و رقصنده آرژانتینی است.
او یک زن ترنس است.